# Somebody Up There Likes Me
 Somebody Up There Likes Me  és una pel·lícula estatunidenca dirigida per Robert Wise, estrenada el 1956. Es basa en la vida de Rocky Barbella (Paul Newman), un individu que passa la seva joventut a Nova York a finals dels anys 40, en el si d'una banda de petits delinqüents. Després del seu servei militar, forma part del grup d'un empresari de boxa (Everett Sloane) i grimpa progressivament tots els esglaons fins a esdevenir campió del món sota el nom de Rocky Graziano.

## Argument
Rocky Graziano va tenir una infància difícil i el seu pare el pegava. Es va unir a una de les bandes del barri i va començar una llarga activitat criminal. Va estar a la presó on va esdevenir una figura rebel contra l'autoritat. Després de la seva posada en llibertat, es va allistar a l'exèrcit però va fugir. Amb la necessitat econòmica, va esdevenir boxejador i va trobar el seu talent natural abans que l'exèrcit el llicenciés amb deshonor. Amb una vida completament nova i casat amb Norma, arriba a destacar en el món de la boxa, però perd el títol contra Tony Zale.

## Repartiment
- Paul Newman: Rocky Barbella Graziano
- Pier Angeli: Norma
- Everett Sloane: Irving Cohen
- Eileen Heckart: Mama Barbella
- Sal Mineo: Romolo
- Harold J. Stone: Nick Barbella
- Steve McQueen: Fidel, un jove delinqüent
- Joseph Buloff

## Premis i nominacions

### Premis
- 1957. Oscar a la millor direcció artística per Cedric Gibbons, Malcolm Brown, Edwin B. Willis i F. Keogh Gleason
- 1957. Oscar a la millor fotografia per Joseph Ruttenberg

### Nominacions
- 1957. Oscar al millor muntatge per Albert Akst

## Al voltant de la pel·lícula
- Paul Newman va ser cridat per reemplaçar James Dean, mort accidentalment alguns mesos abans del començament del rodatge.
- Primera i breu aparició de Steve McQueen en una pel·lícula de Hollywood.